# 立原久綱
立原 久綱(たちはら ひさつな)は、戦国時代から江戸時代初期にかけての武将。尼子氏の家臣。尼子三傑の1人。山中幸盛の叔父にあたり、尼子義久の参謀として毛利元就との戦いで活躍した。

## 生涯
立原氏は尼子氏の直臣にあたり、久綱も奉行衆として尼子晴久の発給文書に連署している。
立原幸綱の子として誕生。永禄6年（1563年）白鹿城を攻めた毛利氏に対し、主君・尼子義久は9月23日に弟・倫久を大将として亀井秀綱以下1万余を白鹿城の後詰に送った。義久の近習衆筆頭格であった久綱は、積極的救援策を主張するも、大身家老達に圧されて受け要られなかった。馬潟原に陣を引いた後詰軍は、大橋川を渡り和久羅付近まで進出したものの撃退されてしまう。撤退する際、久綱と山中幸盛は殿として追撃する毛利軍に著しい損害を与えて、倫久を富田まで逃げ延びさせる事に成功する。永禄8年（1565年）、月山富田城の攻防戦では尼子倫久麾下に、山中鹿介・秋上宗信と共に塩谷口を守った。翌永禄9年（1566年）　月山富田城が落城した際は、降伏申しでの使者として交渉。その水際立った対応に依り、毛利氏より2,000貫で仕官を誘われたが断り京へ隠棲した。
後に幸盛・神西元通らと共に、尼子一族の尼子勝久を擁して尼子氏再興に尽力する。永禄12年9月（1569年10月）の美保関の合戦では、敵側の隠岐為清の軍勢が尼子再興軍を窮地に陥れた際、山中幸盛を援護し態勢を挽回させた。織田信長に援助を請うため上洛した際は、「立原は男も良きが、立振舞も尋常なり」と評されて「貞宗の太刀」を与えられた。特に尼子氏が織田信長と手を結ぶ事ができたのは久綱の功績によるものである。尼子再興軍は秀吉の中国征伐軍に組み込まれる。天正5年（1577年）に上月城を毛利方より奪還、久綱ら復興軍は上月城を拠点とする。天正6年（1578年）、織田配下の秀吉の方針に不満をもった別所長治の離反による三木合戦に秀吉が兵を割かなければならなくなる。隙をついて毛利3万の軍が上月城に進軍、秀吉は三木合戦を継続しながら、上月城に援軍を送ろうとするが、信長は、三木合戦へ援軍を送る決定を下す、秀吉の再三による尼子再興軍への援軍嘆願も、信長は却下する。毛利軍による兵糧攻めで上月城が落城し尼子勝久や幸盛が死に、尼子氏の再興が絶たれると、自身も毛利軍の捕虜となるが、「病を理由に回復したら処分を下す」との配慮で毛利軍の監視下に置かれるが脱走。上洛し蜂須賀氏の下にいた娘婿（岳父とも）の福屋隆兼を頼り、阿波国渭津に居住した。慶長18年（1613年）4月26日に83歳で世を去っている。

島根県の知事を務めた恒松制治は立原久綱の後裔と称している。